# Агеев, Николай Георгиевич
Николай Георгиевич Агеев (16 декабря 1919, село Александровка Александровской волости Задонского уезда Воронежской губернии — 14 января 2004, Москва) — советский военачальник, генерал-лейтенант (1967), начальник Серпуховского высшего военного командного училища (1961—1965). Участник Великой Отечественной войны.

## Биография
Родился 16 декабря 1919 года в селе Александровка Задонского уезда Воронежской губернии
.
На военной службе — с 1937 по 1976 год. Окончил Сумское артиллерийское училище (1939), Военную академию им. М. В. Фрунзе (1950), Высшие академические курсы ВА им. М. В. Фрунзе (1956).
Во время Великой Отечественной войны — в действующей армии, должности — от командира батареи до начальника штаба артиллерийского корпуса. Принимал участие в освобождении Харькова, Польши, Восточной Пруссии и взятии Берлина.
После окончания войны: командир артиллерийского полка, советник начальника артиллерии дивизии Народной Армии КНДР, в 1959—1961 гг. — начальник учебного артиллерийского полигона (46-го УАП).
С 1961 года служил в ракетных войсках: заместитель командира, и. о. командира 3-го Отдельного Гвардейского Ракетного Витебского Краснознамённого корпуса (1961), начальник Серпуховского высшего военного командного училища (1961—1965), командир 7-го отдельного ракетного корпуса (Омск) с 18.09.1965 по 8.09.1969 г.
С 1969 по 1971 год — заместитель начальника Военной академии им Ф. Э. Дзержинского. С июня 1971 по 1975 год — помощник Главкома РВСН по вузам — начальник вузов Ракетных войск, в 1975—1976 гг. — заместитель Главнокомандующего РВСН по вузам — начальник вузов РВСН.
Внес большой вклад в развитие, освоение и постановку на боевое дежурство ракетной техники и подготовку офицерских кадров.
Генерал-лейтенант (1967). С 1976 года — в запасе.
Умер 14 января 2004 в Москве. Похоронен на Хованском кладбище.

## Награды
Награждён орденами Александра Невского (1943), Отечественной войны 1-й степени (трижды — 1944, 1945, 1985), Трудового Красного Знамени (1971), Красной Звезды (трижды — 9.02.1943, 6.09.1943, 1953), «За службу Родине в Вооруженных Силах СССР» 3 степени (1975), медалями СССР и РФ.